# 赵伯虎
赵伯虎，宋朝政治人物。
赵伯虎曾于1146年接替杨寿亨任华亭县知县一职，1149年由陈祖安接任。